# Stenberg-Brüder
Wladimir Awgustowitsch Stenberg (russisch Владимир Августович Стенберг; * 23. Märzjul. / 4. April 1899greg. in Moskau; † 1. Mai 1982 ebenda) und Georgi Awgustowitsch Stenberg (russisch Георгий Августович Стенберг; * 7. Oktoberjul. / 20. Oktober 1900greg. in Moskau; † 15. Oktober 1933) waren schwedisch-russische Grafiker.

## Leben

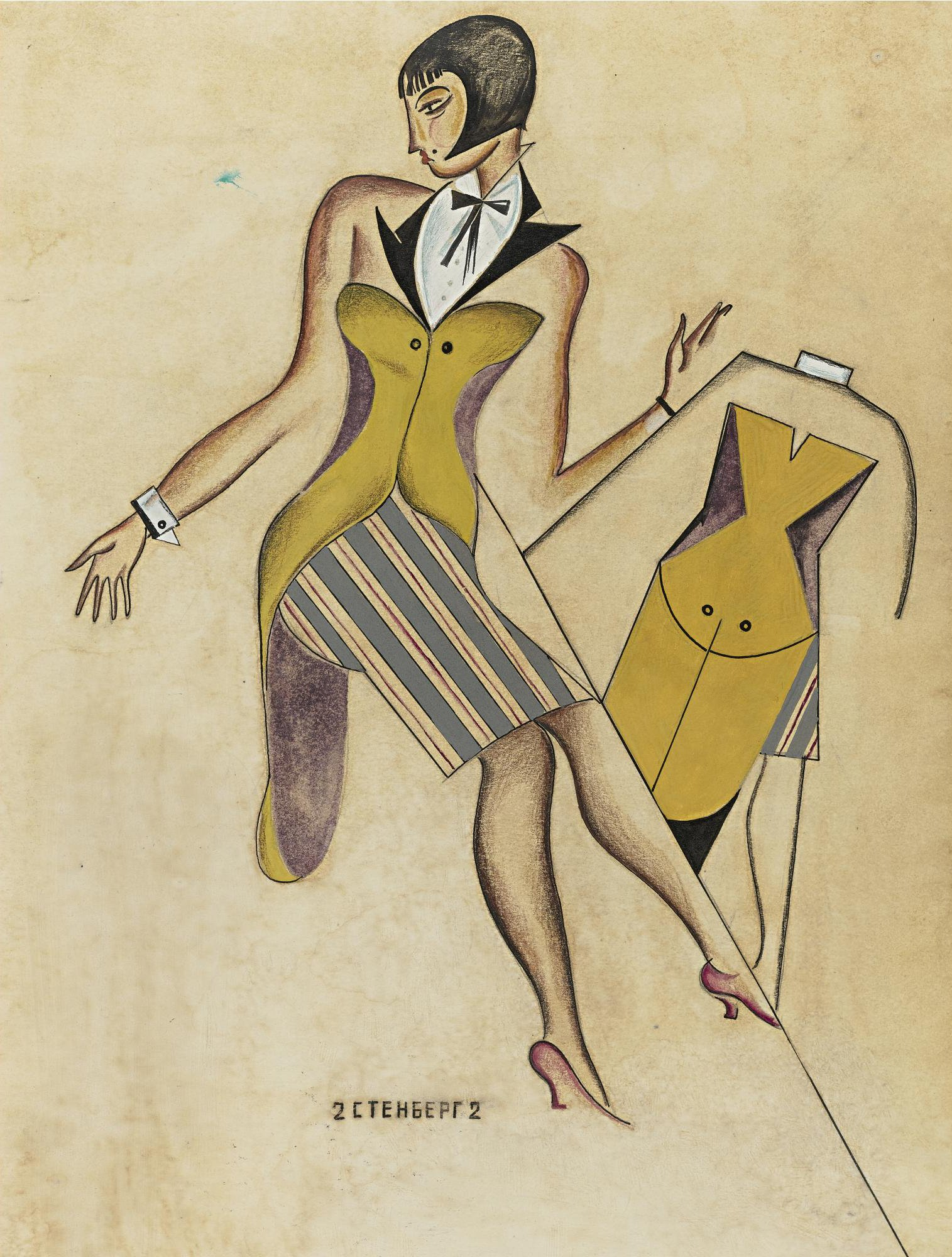
Georgi Stenberg: Kostümentwurf für Tag und Nacht, ca. 1920

Die Eltern der Brüder Stenberg war der schwedische Künstler August Stenberg, der 1898 für die Gestaltung von Dekorationen auf der Nischni Nowgoroder Messe nach Nischni Nowgorod gekommen war, und seine russische Frau. Die Brüder studierten von 1912 bis zur Oktoberrevolution 1917 an der Kaiserlichen Stroganow-Zentralhochschule für Kunst und Industrie in Moskau und darauf bis 1920 an den Staatlichen freien Kunstwerkstätten (SwoMas). Sie wandten sich dem Konstruktivismus zu und schufen abstrakte Farbkonstruktionen aus Glas, Metall und Holz und Industriemodelle. Sie beteiligten sich an revolutionären Agitprop-Aktivitäten und entwarfen Dekorationen und Plakate für die Feier des 1. Mai 1918. Ihre jüngere Schwester Lidija (1902–1982) wurde ebenfalls Grafikerin.
Die Brüder waren Mitglieder der Vereinigung junger Künstler (OBMOChU) (1919–etwa 1921), des Instituts für Kunst und Kultur (INChUK) (1921–1924) und des Oktobers (seit 1928). Seit 1919 stellten sie im Verein der Avantgarde-Künstler aus sowie 1922 auf der Ersten Russischen Kunstausstellung in Berlin und 1925 auf der Exposition internationale des Arts Décoratifs et industriels modernes in Paris. 1929–1932 lehrten sie am Moskauer Institut für Architektur und Bauwesen. Sie gestalteten die Bühnenbilder im Moskauer Kammertheater Tairows für A. B. Marienhofs Babylonischen Advokaten (1924), Charles Lecocqs Le Jour et la Nuit (1926), Eugene O’Neills The Hairy Ape und Desire Under the Elms (1926) und Die Dreigroschenoper von Bertolt Brecht und Kurt Weill (1930).
Besonders bekannt wurden die Brüder Stenberg seit 1923 durch die vielen Kinoplakate für die Filme von Eisenstein, Pudowkin, Dsiga Wertow, Charlie Chaplin, Buster Keaton und andere, die sie nach Art der Zirkusplakate mit ihrem Logo 2-Стенберг-2 versahen.
Weniger bekannt ist die Mitarbeit der Brüder Stenberg an Projekten der Architekten Leonid, Wiktor und Alexander Wesnin, Nikolai Ladowski, Nikolai Kolli und Arkadi Mordwinow.
Die Brüder gaben 1933 ihre schwedische Staatsangehörigkeit auf und wurden Bürger der Sowjetunion. Georgi Stenberg starb 1933, als er auf seinem Motorrad gegen einen Lastwagen prallte. Der Bühnenbildner Enar Georgijewitsch Stenberg (1929–2002) war sein Sohn.
Wladimir Stenberg war Chefkünstler der Moskauer Allrussischen Landwirtschaftsausstellung (Vorgängerin der Ausstellung der Errungenschaften der Volkswirtschaft) (seit 1935) und des Moskauer Majakowski-Museums (seit 1941). Seine Haupttätigkeit war die Gestaltung von Demonstrationen für das strenge Programm des Sozialistischen Realismus als Chefkünstler für den Moskauer Roten Platz (1932–1962). Auch gestaltete er Ausstellungen von abstrakten Konstruktionen bis gemalten Dioramen und Wandbilder für das Frunse-Museum in Schuja. 1968–1980 beschäftigte er sich mit dem Neuaufbau seiner früheren abstrakten Konstruktionen, aber auch mit Theaterentwürfen. 1973–1974 zeigte die National Gallery of Australia in Canberra seine KPS 11: Construction of a spatial apparatus no. 11 (1919–1920) aus Stahl, Glas, Farbe und Gips auf Holz.